# 串岡弘昭
串岡 弘昭（くしおか ひろあき、1946年- ）は、トナミ運輸元社員。同社の社員時代に公益通報者保護法制定のきっかけを作った内部告発者である。富山県出身。明治学院大学法学部卒業。

## 来歴

### 明治学院大学時代
大学在学時に読売新聞奨学生として働いていた。その時、法学部で内部告発のきっかけとなった私的独占の禁止及び公正取引の確保に関する法律（独占禁止法）などを学び、明治学院大学を卒業した。

### トナミ運輸時代
大学卒業後に、幹部候補生としてトナミ運輸に入社。横浜営業所、桶川営業所、岐阜営業所と転勤した。

### 談合で告発
1974年岐阜営業所時代、過当競争を避けるために談合し、違法な割増運賃をとっていた状況に不満を持ち、まず最高幹部が岐阜営業所を訪ねてきた時に直訴をしたが「役員会で決めたことだ」と取り合ってくれなかった。その為、串岡はトラック業界の闇カルテルを読売新聞社名古屋支局へ告発。業界のカルテル体質や会社の実態を話し、新聞に「50社ヤミ協定か東海道路線トラック」という見出しが躍った。

### 告発後の日々
1975年以降、研修所に異動を命じられる。以来32年間会社の草むしり、ストーブへの給油、雪下ろし、布団の整理など雑務のみ与えられ、仕事らしい仕事は何一つ与えられず、手取り18万円のまま昇給も一切なかった。串岡へ退職を強要するにあたり、串岡の自宅へ「ヤクザの若頭」を名乗る者が訪れて脅迫したとされ、裁判の判決でも「暴力団員から退職を強要された事実は証拠上明らか」と認定された。

### 昇格差別・人権侵害で訴訟
2002年1月29日、同社を相手取り、四半世紀に及ぶ昇格差別、人権侵害による経済的・精神的損失として4,500万円の損害賠償と謝罪を求める訴訟を富山地裁に起こした。2005年、富山地裁は同社に対し1,365万円の支払いを命じる判決を下した（その後控訴審で1審判決の金額に上乗せした賠償金を支払うことで和解）。

### 和解
2006年9月20日、トナミ運輸を定年退職。

### 代表としての現在
2010年1月15日、愛媛県警元巡査部長の仙波敏郎、オリンパスの現役社員とともに「公益通報者が守られる社会を!ネットワーク」を発足させる。

## 著書
- 串岡弘昭『ホイッスルブローアー（内部告発者）：我が心に恥じるものなし』 桂書房 ISBN 4905564360(絶版)
- 串岡弘昭『「トナミ運輸」内部告発・裁判全記録 ― 闘いにカツラはまだ早い時流れ』 桂書房 ISBN 9784903351445(絶版)